# Dương thế bao la sầu
Dương thế bao la sầu là một bộ phim truyền hình được thực hiện bởi Hãng phim Hoàng Thần Tài do Hoàng Mập làm đạo diễn. Phim phát sóng vào lúc 19h45 hàng ngày bắt đầu từ ngày 4 tháng 6 năm 2021 và kết thúc vào ngày 7 tháng 7 năm 2021 trên kênh SCTV14.

## Nội dung
Dương thế bao la sầu bắt đầu từ khi Ông Hội đồng Bùi (Huy Khánh) đã trót mê đào hát Kiều Oanh (Quỳnh Lam) và âm mưu hãm hại người yêu cô, ép về làm vợ lẽ. Khi biết Kiều Oanh mang thai, Bà Hội đồng (Việt Hương) bày mưu tra tấn cô đến trở thành người câm, nửa tỉnh nửa điên. Kiều Oanh mất sau khi sinh, đứa bé được vợ chồng Tư Trà (Đông Dương) nuôi dưỡng, đặt tên Kiều Nhi. Lớn lên trong tình thương, vẻ đẹp chân chất, hiền lành của Kiều Nhi đã thu hút cậu hai Hoàng Hảo (Luân Nguyễn) – con nhà Hội đồng Bùi. Dù đã có gia đình, Hoàng Hảo vẫn muốn cưới Kiều Nhi, khiến Phương Linh (Khánh Trinh) – vợ anh phải bày mưu tính kế với thủ đoạn còn độc ác hơn cả mẹ chồng...

## Diễn viên
- Quỳnh Lam trong vai Kiều Oanh/Kiều Nhi[4]
- Việt Hương trong vai Bà Hội đồng Bùi[5]
- Huy Khánh trong vai Ông Hội đồng Bùi[6]
- Tấn Phát trong vai Linh Vũ
- Khánh Trinh trong vai Phương Linh
- Luân Nguyễn trong vai Hai Hảo
- Nguyệt Ánh trong vai Út Lành
- Đông Dương trong vai Tư Trà
- Ngọc Thuận trong vai Hai Cú
- Huỳnh Thảo Trang trong vai Hoa Sen
- Hoàng Mập trong vai Trần Công
- Hoàng Ngọc Sơn trong vai Đức Quang
- Lê Nguyên Bảo trong vai Sáu Lúa

Cùng một số diễn viên khác...

## Ca khúc trong phim
Bài hát trong phim là ca khúc "Điệu buồn trên sông" do Trương Phi Hùng sáng tác và Đông Dương, Hồng Phượng thể hiện.

## Giải thưởng
| Năm  | Giải thưởng   | Hạng mục                                | (Người) đề cử | Kết quả   | Tham khảo |
| ---- | ------------- | --------------------------------------- | ------------- | --------- | --------- |
| 2021 | Ngôi Sao Xanh | Phim truyền hình xuất sắc nhất          | —             | Đoạt giải | [ 7 ]     |
| 2021 | Ngôi Sao Xanh | Nữ diễn viên truyền hình xuất sắc nhất  | Việt Hương    | Đoạt giải | [ 7 ]     |
| 2021 | Ngôi Sao Xanh | Nữ diễn viên truyền hình xuất sắc nhất  | Quỳnh Lam     | Đề cử     | [ 8 ]     |
| 2021 | Ngôi Sao Xanh | Nam diễn viên truyền hình xuất sắc nhất | Huy Khánh     | Đề cử     | [ 8 ]     |
| 2021 | Ngôi Sao Xanh | Gương mặt triển vọng                    | Khánh Trinh   | Đề cử     | [ 8 ]     |
| 2021 | Ngôi Sao Xanh | Đạo diễn xuất sắc nhất                  | Hoàng Mập     | Đề cử     | [ 8 ]     |